# Canaries
Canaries es una villa de Santa Lucía, que forma parte del distrito de Canaries.

## Demografía
Datos demográficos de la localidad de Canaries:
| Gráfica de evolución demográfica de Canaries entre 2001 y 2010 |
|                                                                |